# Andrzej Małkowski
Andrzej Juliusz Małkowski (ur. 31 października 1888 w Trębkach, zm. 16 stycznia 1919 w Zatoce Mesyńskiej) – twórca polskiego skautingu, instruktor i teoretyk harcerstwa, działacz polskich organizacji młodzieżowych i niepodległościowych.

## Życiorys

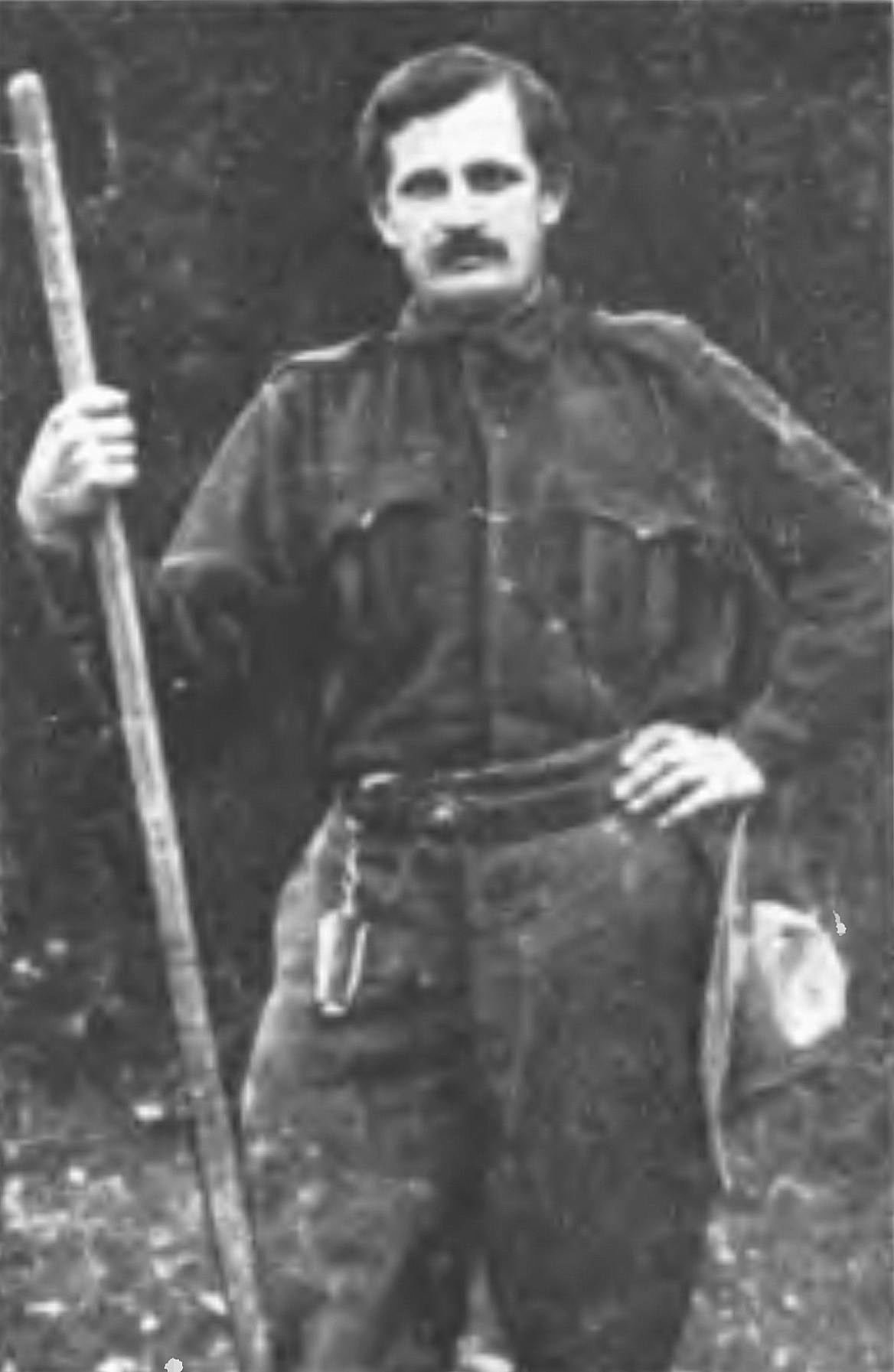
Andrzej Małkowski (przed 1919)

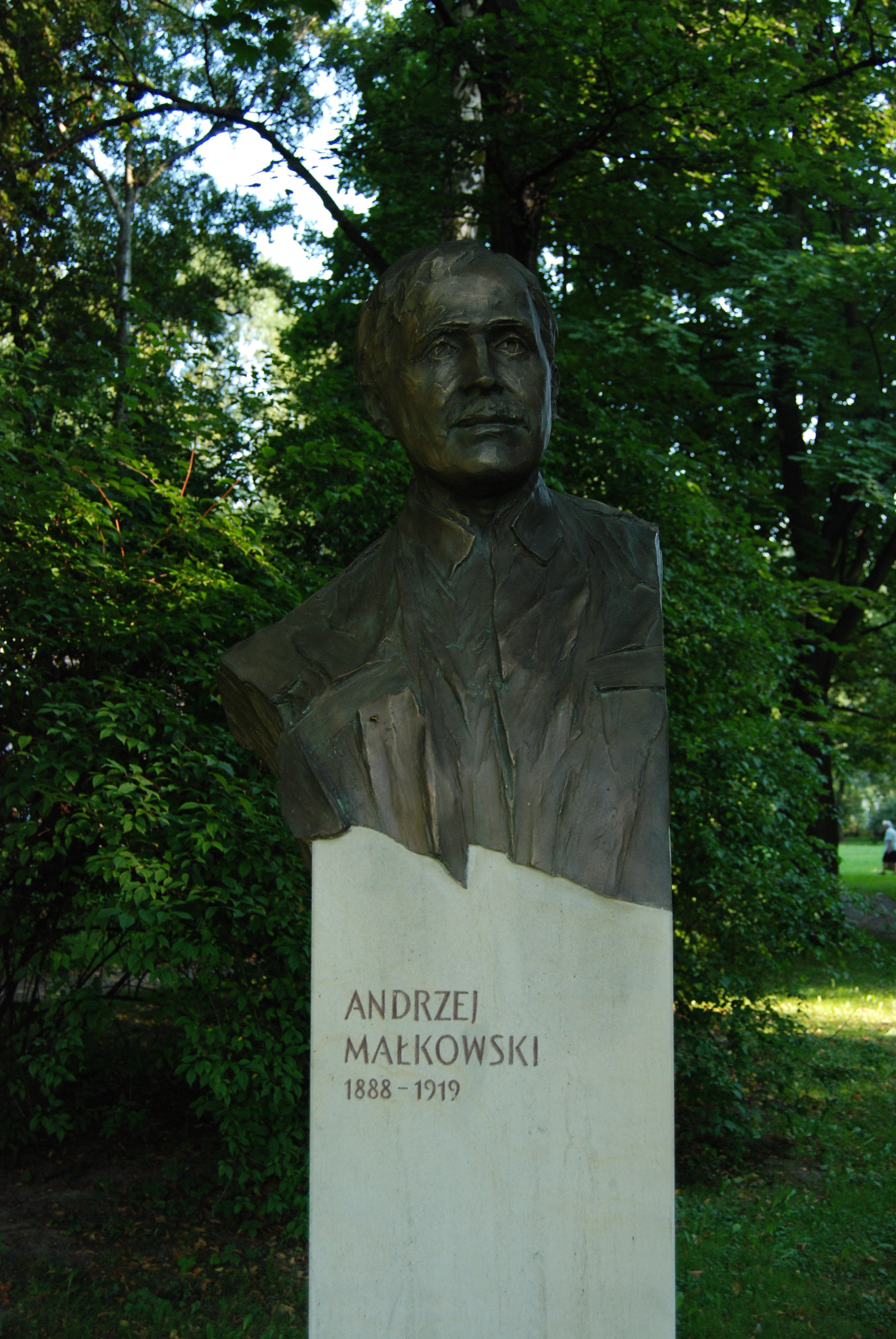
Pomnik Andrzeja Małkowskiego w Parku Jordana w Krakowie

Urodził się w rodzinie ziemiańskiej o tradycjach patriotycznych i żołnierskich. Uczył się w Warszawie, Tarnowie, Krakowie i Lwowie, gdzie w 1906 w VI Szkole Realnej uzyskał świadectwo dojrzałości. Był współzałożycielem abstynenckiej organizacji uczniów krakowskich „Młodzież”. W 1908 rozpoczął studia na Wydziale Budowy Maszyn Politechniki Lwowskiej. W kwietniu 1910 przeniósł się na Uniwersytet Lwowski, którego nie ukończył. Był członkiem Zarządu Głównego „Eleuterii” – federacji związków abstynenckich. Należał do „Eleusis”, „Zarzewia”, „Sokoła”.
W listopadzie 1909 jako elew Polskiego Związku Wojskowego, później przekształconego w  Armię Polską za dwukrotne spóźnienie na zajęcia otrzymał jako karę polecenie przetłumaczenia podręcznika twórcy skautingu Roberta Baden-Powella pt. „Scouting for Boys” („Skauting dla chłopców”). Po zapoznaniu się z jego treścią Małkowski stał się entuzjastą i propagatorem skautingu na ziemiach polskich. Wówczas zlecono mu organizowanie młodzieży gimnazjalnej w Oddziałach Ćwiczebnych, później przekształconych w Drużyny Skautowe.

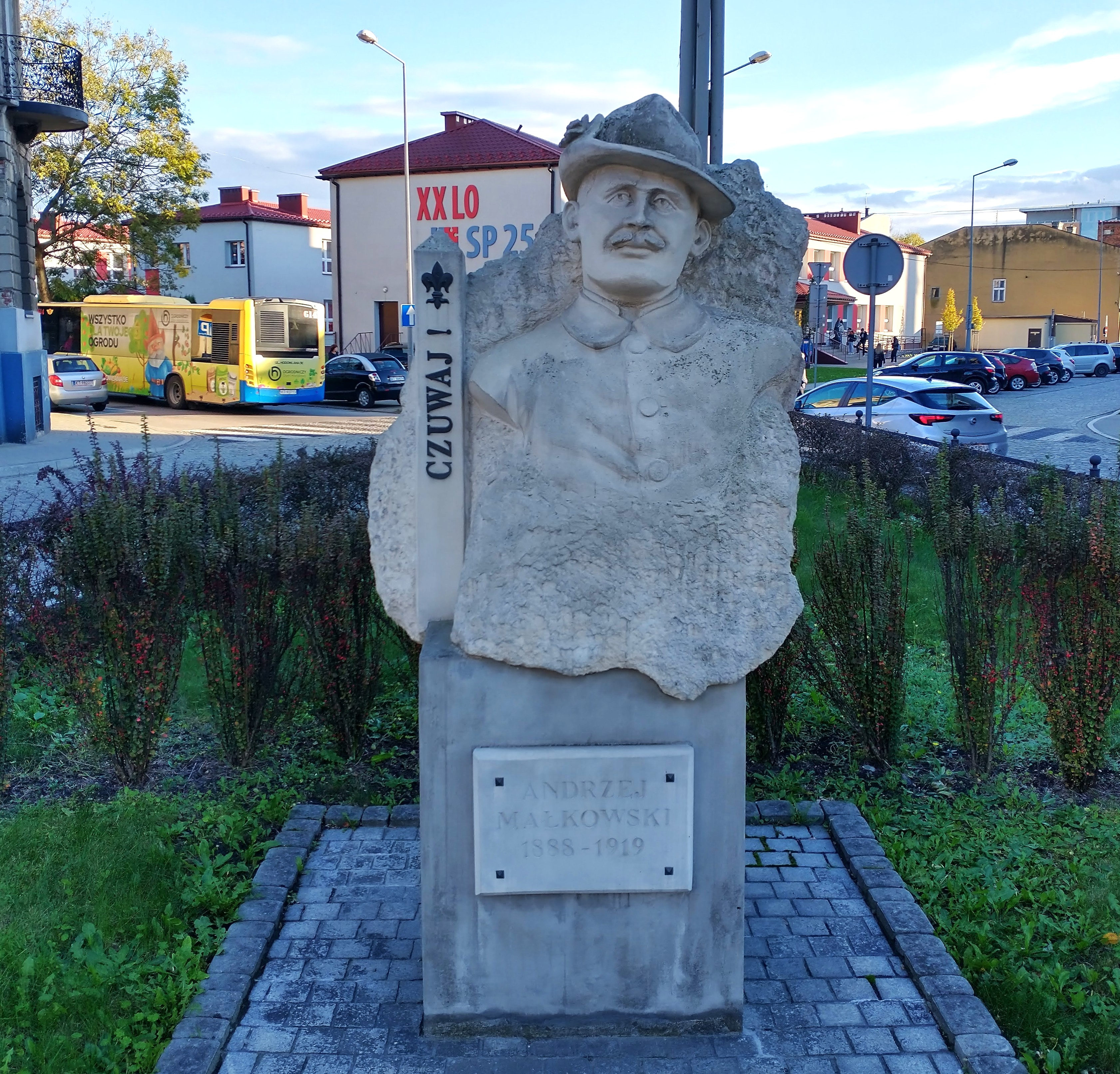
Popiersie Andrzeja Małkowskiego w Tarnowie

W czasie pierwszego kursu skautowego w okresie od 20 marca do 21 maja 1911 omawiał poszczególne rozdziały przygotowywanego przez siebie podręcznika. W okresie od kwietnia do lipca 1911 ukazywała się arkuszami jego praca „Scouting jako system wychowania młodzieży” – pierwsza polska książka o skautingu. Małkowski wszedł w skład pierwszej Komendy Skautowej, następnie Naczelnej Komendy Skautowej we Lwowie. W październiku 1911 rozpoczął wydawanie „Skauta”, który wkrótce zdobył niezwykłą poczytność. Małkowski traktował skauting jako nowy styl życia i metodę odrodzenia młodzieży. W marcu 1912 wyjechał do Londynu w celu zebrania materiału do nowego wydania swej książki. Po powrocie został odsunięty od pracy w „Skaucie” i Naczelnej Komendzie Skautowej. W 1913 zorganizował wycieczkę skautową na III Wszechbrytyjski Zlot Skautów w Birmingham w Anglii. Za zasługi Małkowski otrzymał od Roberta Baden Powella skautowy medal „Za zasługi”.

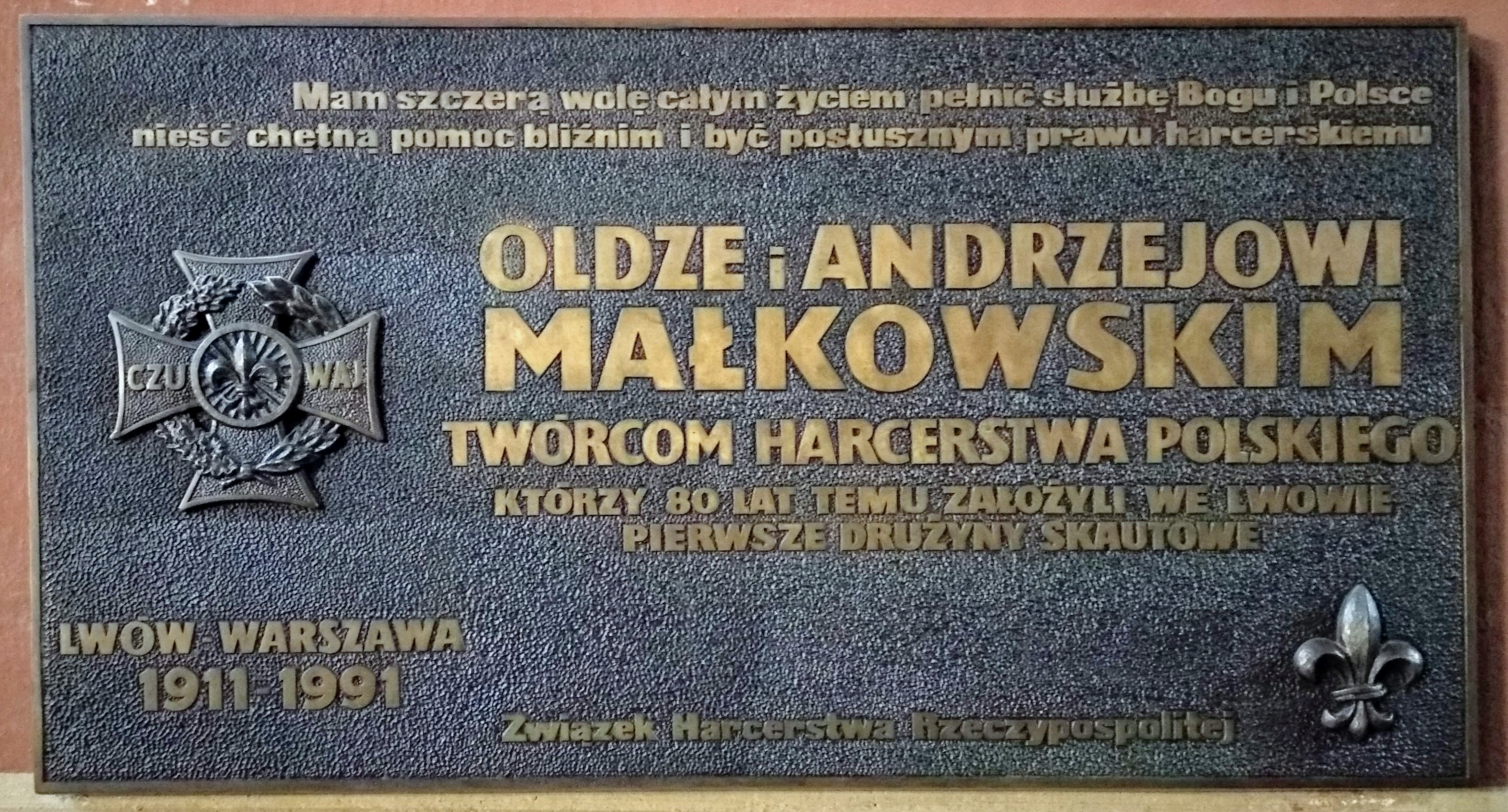
Tablica poświęcona Oldze i Andrzejowi Małkowskim w katedrze łacińskiej we Lwowie

W czerwcu 1913 przeniósł się do Zakopanego, gdzie wziął ślub z Olgą Drahonowską. Rozwijał tam ożywioną działalność, tworząc silny, niezależny ośrodek harcerski. Wraz z wybuchem wojny wstąpił na krótko do Legionów Polskich. Brał udział w pierwszych walkach, lecz zależność tych formacji od zaborcy austriackiego spowodowała jego wystąpienie. W wyniku próby utworzenia niepodległej Rzeczypospolitej Podhalańskiej musiał opuścić Zakopane. Udał się do Anglii, a potem do Stanów Zjednoczonych, gdzie zakładał polskie drużyny skautowe wśród emigrantów. Od września 1915 do września 1916 pełnił funkcję skautmistrza związkowego w Związku Sokołów Polskich w Ameryce. Próbował zorganizować z „Sokołów” Legion Polski do walki z Niemcami. Wobec braku poparcia ze strony władz związku przybył do Kanady, gdzie w grudniu 1916 r. wstąpił do wojska. W styczniu 1917 roku wraz z grupą „Sokołów” został przyjęty do Wojskowej Szkoły Piechoty, którą ukończył w kwietniu tego samego roku. Następnie służył w armii kanadyjskiej, walczył na froncie we Francji. W listopadzie 1918 został przeniesiony do armii gen. Józefa Hallera. Wysłany w misji wojskowej do polskich oddziałów w Odessie pod dowództwem generała Lucjana Żeligowskiego. Francuski, 4300-tonowy statek "Chaouia", na którym druh Małkowski płynął na Morze Czarne, zatonął na minie nocą z 15 na 16 stycznia 1919 w Cieśninie Mesyńskiej, na pozycji 38° 18'N, 15° 41'E, płynąc z Marsylii do Batumi; katastrofa pociągnęła za sobą 476 ofiar. Minę postawił 3 października 1918 roku niemiecki okręt podwodny SM UC-53 (d-ca Erich Gerth).
Po tragicznej śmierci Małkowskiego jego żona Olga Drahonowska-Małkowska nadal propagowała ideę skautingu w Wielkiej Brytanii i w Polsce. W emigracyjnym harcerstwie działał też ich jedyny syn Lutyk Małkowski, a potem wnuczka Krystyna (oboje mieszkający na stałe w Wielkiej Brytanii).

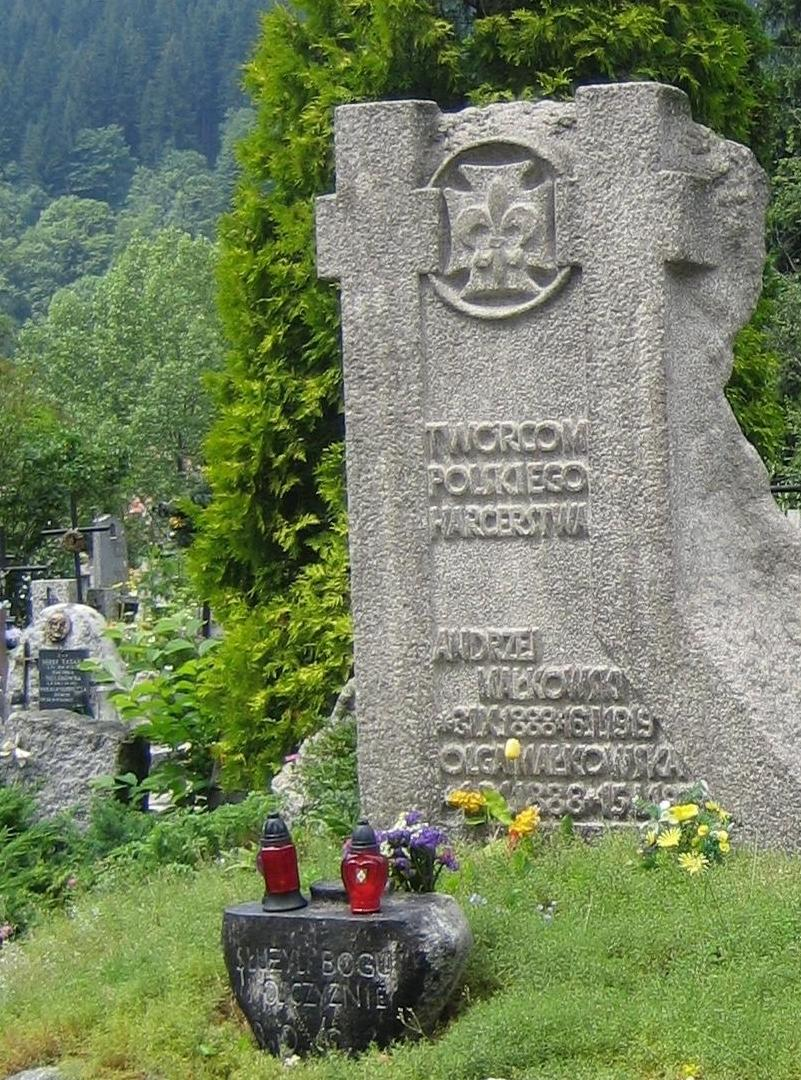
Pomnik Andrzeja i Olgi Małkowskich na Nowym Cmentarzu w Zakopanem autorstwa Henryka Burzeca

## Upamiętnienie
Uchwałą z 7 lutego 2008 Senat RP zdecydował o ustanowieniu roku 2008 Rokiem Andrzeja i Olgi Małkowskich. Z tej okazji Poczta Polska wydała m.in. okolicznościową kartkę pocztową.
Wizerunek Andrzeja Małkowskiego wraz z żoną widnieje na rewersie srebrnej monety kolekcjonerskiej o nominale 10 złotych wyemitowanej przez Narodowy Bank Polski w 2010 r. z okazji setnej rocznicy istnienia Harcerstwa Polskiego.
11 listopada 2018 został pośmiertnie odznaczony Orderem Orła Białego z okazji Narodowych Obchodów Setnej Rocznicy Odzyskania Niepodległości.
11 stycznia 2023 roku miała miejsce premiera filmu dokumentalnego "Harcerz nr 1. Rzecz o Andrzeju Małkowskim" w reżyserii Adama Turuli i Marii Wilgus, wyprodukowanego przez Fundację na Dobro Harcerstwa Górnośląskiego.
Miejsca i obiekty upamiętniające
- Bielsko-Biała: ulica Andrzeja Małkowskiego (wjeżdża się w nią od ulicy Młodzieżowej)
- Gostynin: ulica Andrzeja Małkowskiego
- Kraków:
  - tablica na budynku przy ul. Grabowskiego 4, gdzie w latach 1905-1906 mieszkał Andrzej Małkowski
  - tablica w V Liceum im. A Witkowskiego w Krakowie, ul. Studencka 12, gdzie Andrzej Małkowski uczęszczał w latach 1903-1905
  - ulica Andrzeja Małkowskiego
  - popiersie Andrzeja Małkowskiego w parku im. Henryka Jordana w Krakowie według projektu Macieja Zychowicza (odsłonięte 27 sierpnia 2011 przy okazji Zlotu ZHR z okazji 100-lecia powstania harcerstwa w Polsce) w ramach projektu „słynni Polacy XX w.” (V.5)
- Lwów: tablica w katedrze łacińskiej odsłonięta i poświęcona w 1991 z okazji 80-lecia powstania pierwszych drużyn skautowych
- Odrzykoń: tablica pamiątkowa na dziedzińcu zamkowym
- Ostrów Wielkopolski ulica Olgi i Andrzeja Małkowskich
- Ostrzeszów ulica Olgi i Andrzeja Małkowskich
- Rzeszów:
  - tablica pamiątkowa na ścianie teatru im. Wandy Siemaszkowej
  - 15 czerwca 2002 odbyła się uroczystość nadania imienia Olgi i Andrzeja Małkowskich Chorągwi Podkarpackiej ZHP[8]
- Sanok: tablica pamiątkowa na elewacji siedziby TG „Sokół” i drzewo pamiątkowe platan w parku miejskim im. Adama Mickiewicza
- Stalowa Wola: rondo im. Olgi i Andrzeja Małkowskich

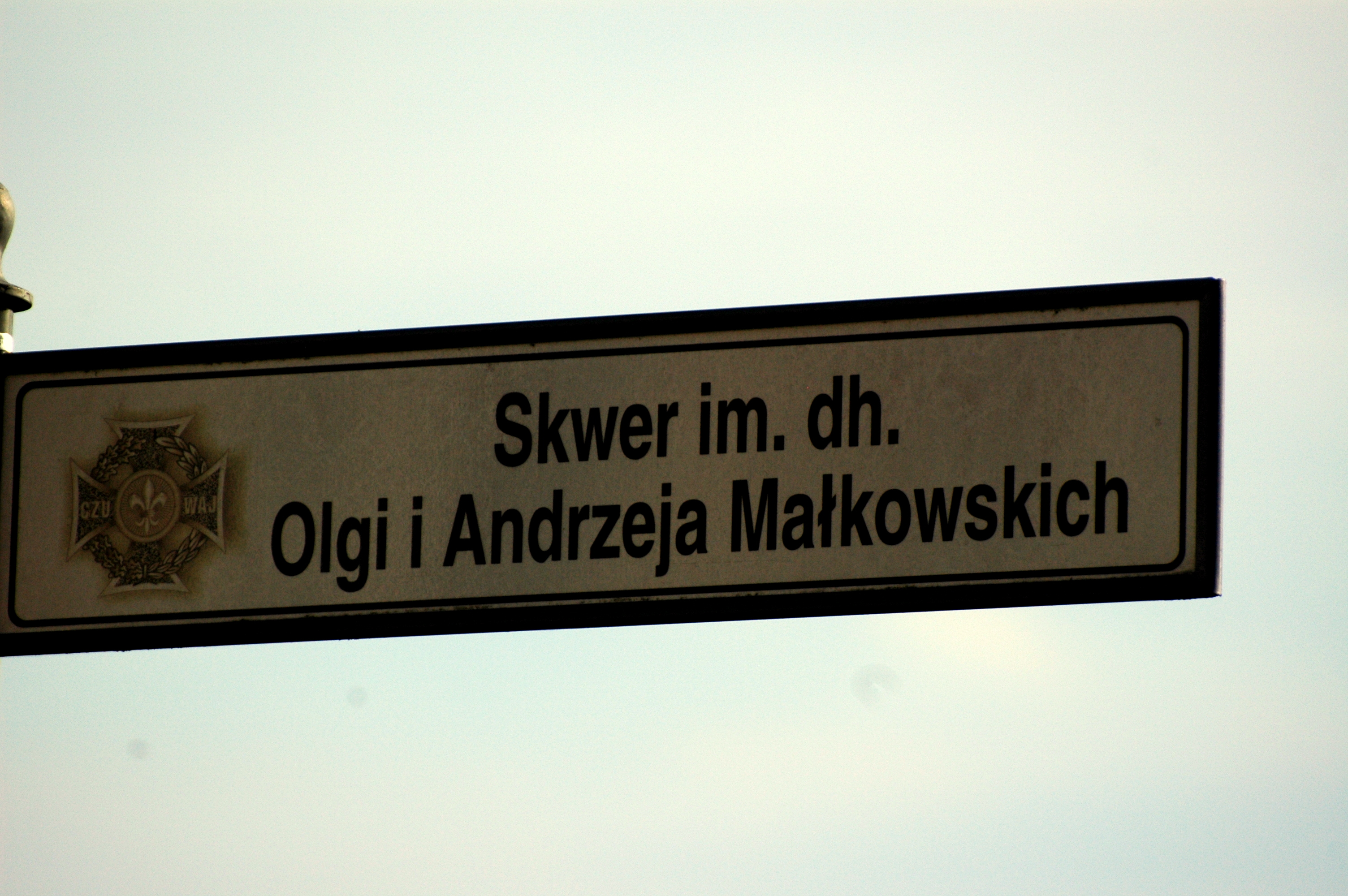
Skwer im. dh. Olgi i Andrzeja Małkowskich

- Szczecin: ulica Andrzeja Małkowskiego
- Świnoujście: skwer im. dh. Olgi i Andrzeja Małkowskich
- Tarnobrzeg: rondo im. Olgi i Andrzeja Małkowskich (2012r.)
- Tarnów: pomnik Andrzeja Małkowskiego przy zbiegu ulic Krakowskiej, Bema i Bandrowskiego, w pobliżu domu, w którym mieszkał w 1901-1902, odsłonięty w 2008[9]
- Trębki:
  - pomnik Andrzeja Małkowskiego przy skrzyżowaniu dróg Gąbin-Kutno i Gostynin-Żychlin (odsłonięty w 1988)
  - tablica pamiątkowa w kościele parafialnym św. Stanisława Kostki (odsłonięta i poświęcona w 1988)
  - medalion i napis na ścianie budynku starego dworu, gdzie urodził się Andrzej Małkowski (odsłonięte w 1991)
  - tablica pamiątkowa na budynku Szkoły Podstawowej im. Andrzeja Małkowskiego (odsłonięta w 1991)
- Warszawa:
  - tablica na ścianie Młodzieżowego Domu Kultury przy ul. Łazienkowskiej 7 (dawnego „Domu Harcerza”, odsłonięta w 1986)
  - skwer im. Olgi i Andrzeja Małkowskich – skwer na Mokotowie, między ul. Puławską, Okolską i skarpą warszawską, na skwerze głaz pamiątkowy z repliką tablicy z ul. Łazienkowskiej (odsłoniętą w 1988)
- Wrocław: ulice Olgi Drahonowskiej i Andrzeja Małkowskiego w dzielnicy Krzyki
  - Tablica Pamiątkowa przy siedzibie Komendy Chorągwi Dolnośląskiej ZHP przy ul. Nowej 6 we Wrocławiu
- Zakopane:
  - pomnik Olgi i Andrzeja Małkowskich na Nowym Cmentarzu (odsłonięty w 1981) autorstwa Henryka Burzeca[10]
  - Muzeum Harcerskie im. Olgi i Andrzeja Małkowskich w Zakopanem

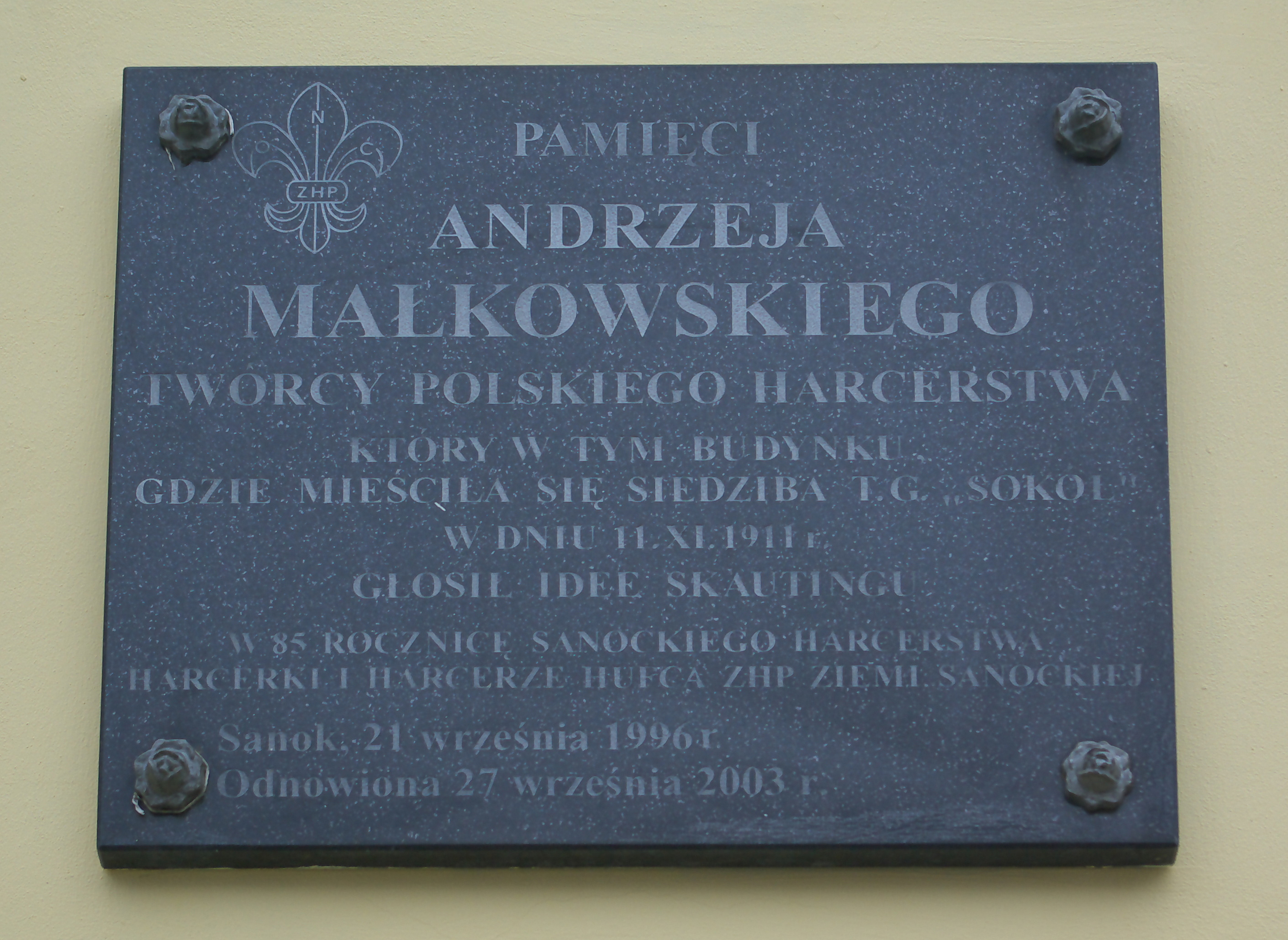
Tablica pamiątkowa na elewacji siedziby TG „Sokół” w Sanoku

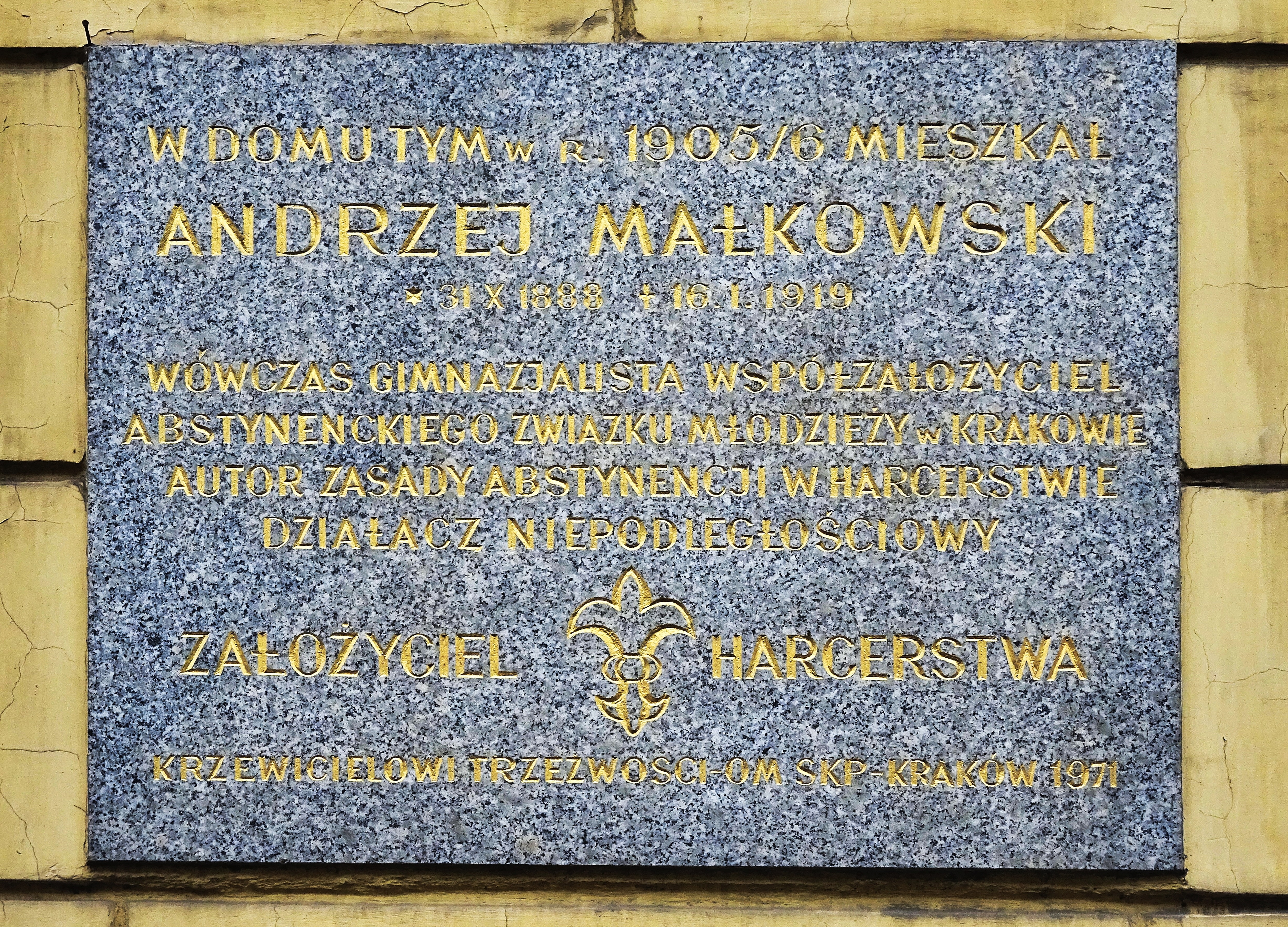
Tablica upamiętniająca Andrzeja Małkowskiego w elewacji kamienicy przy ul. Ambrożego Grabowskiego 4 w Krakowie